# Hør nu efter Frank!
Hør nu efter Frank! er afsnit 47 i Frank Hvam og Casper Christensens sitcom Klovn, første gang vist på TV2 Zulu 14. april 2008.

## Handling
Frank og Mia skal rejse til Kina. Frank er urolig for Muffi, fordi den skal passes sammen med Morten Olsens hund. Og måske Muffi kan gøre gavn hos Mias veninde, som har haft et grimt indbrud for nylig. Samtidig er Frank og Casper begyndt til fægtning, og her går snakken om impotens og viagra, men Frank vil ikke høre efter.

## Hovedskuespillere
- Casper Christensen som Casper
- Iben Hjejle som Iben
- Frank Hvam som Frank
- Mia Lyhne som Mia

## Links
1. ↑  Fægteklubben Trekanten

| Fjernsyn | Spire Denne artikel om et tv-program er en spire som bør udbygges. Du er velkommen til at hjælpe Wikipedia ved at udvide den. |